# Altellopsis
Altellopsis es un género de arañas araneomorfas de la familia Amaurobiidae. Su única especie: Altellopsis helveola Simon 1905, es originaria de Argentina. 